# Serixia bakeri
Serixia bakeri là một loài bọ cánh cứng trong họ Cerambycidae.